# Nicholson (Geórgia)
Nicholson é uma cidade localizada no estado americano de Geórgia, no Condado de Jackson.

## Demografia
Segundo o censo americano de 2000, a sua população era de 1247 habitantes.
Em 2006, foi estimada uma população de 1728, um aumento de 481 (38.6%).

## Geografia
De acordo com o United States Census Bureau tem uma área de 7,6 km², dos quais 7,6 km² cobertos por terra e 0,0 km² cobertos por água. Nicholson localiza-se a aproximadamente 247 m acima do nível do mar.

## Localidades na vizinhança
O diagrama seguinte representa as localidades num raio de 20 km ao redor de Nicholson.